# Martin From
Martin Severin From est un joueur d'échecs danois né le 8 avril 1828 à Nakskov et mort le 6 mai 1895. Vainqueur d'un tournoi à Copenhague en 1862, il finit douzième et avant-dernier du tournoi international de Paris en 1867.

## Ouvertures d'échecs
Analyste réputé, son nom a été donné à une ouverture : le gambit From (1. f4 e5), variante de l'ouverture Bird (1. f4) qu'il joua contre Møllerstrøm en 1862.
Lors du tournoi de Paris en 1867, il essaya le gambit danois (1. e4 e5 2. d4 exd4 3. c3).